# Петрушино (Дзержинський район)
Петрушино (рос. Петрушино) — присілок в Дзержинському районі Калузької області Російської Федерації.
Населення становить 2 особи. Входить до складу муніципального утворення 
Присілок Нікольське.

## Історія
Від 2004 року входить до складу муніципального утворення Присілок Нікольське.

## Населення
| 2002 | 2010 |
| ---- | ---- |
| 5    | ↘2   |